# 新沃洛德米里夫卡 (卡贊卡市鎮)
47°47′59″N 32°59′52″E / 47.79972°N 32.99778°E
新沃洛德米里夫卡（烏克蘭語：Нововолодимирівка），是烏克蘭的村落，位於該國南部尼古拉耶夫州，由巴什坦卡區卡赞卡市镇負責管轄，始建於1840年，面積1.92平方公里，海拔高度91米，2001年人口320，人口密度每平方公里166.7人。